# João Corso
João Corso SDB (* 30. März 1928 in Cajobí; † 15. Oktober 2014 in São Paulo) war ein brasilianischer Ordensgeistlicher und römisch-katholischer Bischof von Campos.

## Leben
João Corso trat der Ordensgemeinschaft der Salesianer Don Boscos bei und legte 1944 die Profess ab. Er studierte Philosophie und Theologie sowie Pastoralsoziologie in Rom sowie Gregorianischen Gesang in Rio de Janeiro. Am 30. August 1953 empfing er die Priesterweihe. Er studierte Kanonisches Recht und wurde 1957 an der Päpstlichen Universität der Salesianer in Rom promoviert. Er war Professor für Kirchenrecht, Zivilrecht, Moraltheologie und Spiritualität am Institut Pius XI. des Centro Universitário Salesiano de São Paulo (UNISAL) in São Paulo, der Päpstlichen Universität der Salesianer in Rom und dem Institut für Kirchenrecht (PISDC Pontifício Instituto Superior de Direito Canônico) in Rio de Janeiro. Er war Kirchenanwalt, Gerichtsvikar und Präsident des Diözesangerichts von São Paulo. Er war Berater der Kongregation für den Klerus und der Kommission für die Interpretation von Gesetzestexten. Von 1996 bis 2003 war er Vorsitzender des Kirchengerichts der Erzdiözese von Rio de Janeiro. Zudem war er Seelsorger in São Paulo und São Carlos.
Papst Johannes Paul II. ernannte ihn am 12. Oktober 1990 zum Bischof von Campos. Der Erzbischof von Niterói, Carlos Alberto Etchandy Gimeno Navarro, spendete ihm am 8. Dezember desselben Jahres die Bischofsweihe; Mitkonsekratoren waren Antônio Barbosa SDB, Alterzbischof von Campo Grande, und Karl Josef Romer, Weihbischof in São Sebastião do Rio de Janeiro. Sein bischöflicher Wahlspruch war „Mein Leben ist Christus.“
Am 22. November 1995 nahm Papst Johannes Paul II. seinen vorzeitigen, gesundheitsbedingten Rücktritt an.